# Hanover (New Hampshire)
Hanover er en kommune af typen New England town i New Hampshire, USA. Kommunen ligger i Grafton County ved Connecticut-floden og har et areal på 130 km². Der var 11.260 indbyggere i 2010. Ivy League-universitetet Dartmouth College ligger i Hanover, og vandreruten Appalachian Trail går gennem Hanover.
Hanover grænser op til kommunerne Lyme mod nordøst, Canaan mod sydøst og Enfield ved kommunen sydspids og mod byen Lebanon mod sydvest. Mod nodvest udgør Connecticut-floden delstatsgrænsen til byen Norwich i Vermont.
Hovedbyen som også hedder Hanover havde 8.636 indbyggere i 2010. Vejene New Hampshire route 10, 10A og 120 mødes i byen. Kommunen indeholder også byerne Etna og Hanover Center.